# Universidad de Tlemcen
La Universidad Abou Bekr Belkaid de Tlemcen es una universidad pública argelina situada en la ciudad de Tlemcen. Fue creada en 1989 y cuenta con 8 facultades repartidas a lo largo del vilayato de Tlemcen. 

## Cronología
- Durante el período (1974-1980), la educación superior fue llevada a cabo por un centro universitario que agrupaba los troncos comunes de las ciencias exactas y biología.
- Este centro fue extendiéndose a nuevas ramas a lo largo de los años.
- En junio de 1984 tuvieron lugar el egreso de las primeras promociones en ciencias sociales y humanas en lengua nacional. a e
- En agosto de 1984 tuvo lugar la creación de institutos nacionales de educación superior y nuevas carreras.
- La universidad fue creada por el decreto nº 89-138 del 1 de agosto de 1989. Este será modificado y completado por el decreto nº95-205 el 5 de agosto de 1995 y posteriormente vuelto a modificar por el nº 98-231 del dos de diciembre de 1998.

## Facultades
La universidad Abou Bekr Belkaid se compone de ocho facultades divididas en diferentes departamentos:
- Facultad de Ciencias
- Facultad de Tecnología
- Facultad de Derecho y Ciencia políticas
- Facultad de Letras y Lenguas
- Facultad de Ciencias de la naturaleza y de la naturaleza: Ciencias de la Tierra y del Universo
- Facultad de Medicina
- Facultad de Ciencias económicas, comerciales y ciencias de la gestión
- Facultad de Ciencias humanas y sociales

## Campus universitarios
- Campus Chetouane
- Campus Imama
- Campus Centro
- Campus Kiffane
- Campus Maghnia